# روكي سانتوس
روكي سانتوس (بالإنجليزية: Roque Santos)‏ هو سباح أمريكي، ولد في 8 يناير 1968 في تشيكو في الولايات المتحدة.

## وصلات خارجية
- روكي سانتوس على موقع الاتحاد الدولي للسباحة (الإنجليزية)
- روكي سانتوس على موقع أوليمبيديا (الإنجليزية)